# Boleit
Boleit – bardzo rzadki minerał halogenkowy. Nazwa pochodzi od kopalni El Boleo w Meksyku, gdzie po raz pierwszy został odnaleziony.

## Właściwości
Kryształy są zwykle małe i nieprzezroczyste. Mają formę sześcianów. Jest minerałem kruchym ze szklistym lub perłowym połyskiem. Ma ciemnoniebieski kolor oraz niebieską rysę z zielonym odcieniem. Roztwarza się w kwasie azotowym.

## Występowanie i miejsce występowania
Występuje jako minerał wtórny, powstały w wyniku reakcji chlorku z pierwotnymi siarczkami w strefie utleniania złóż ołowiowo-miedziowych. Towarzyszą mu najczęściej anglezyt, cerusyt, atakamit, chryzokola i gips. Najlepszej jakości okazy w formie intensywnie niebieskich kostek do 2 cm występują w kopalni Amelia w Meksyku. Znaleziony także na terenie Stanów Zjednoczonych (Arizona, Montana, Kalifornia), Chile, Australii, Wielkiej Brytanii, Grecji, Francji i Niemiec.